# Outlaw Country
Outlaw Country er en undergenre af country musik, mest populære i slutningen af 1960'erne og 1970'erne (og endda ind i 1980'erne i nogle tilfælde), ofte benævnt som The Outlaw Movement (af både fans og folk i musikbranchen), eller simpelthen Outlaw musik.
Fokus for bevægelsen har været på selverklærede "Fredløse", såsom Johnny Cash, Waylon Jennings, Merle Haggard, David Allan Coe og hans Eli Radish Band, Willie Nelson, Kris Kristofferson, Leon Russell, Hank Williams Jr., og Billy Joe Shaver.